# Cheiridopsis robusta
Cheiridopsis robusta es una especie de planta suculenta perteneciente a la familia Aizoaceae y endémica de Sudáfrica.

## Descripción
Es una pequeña planta suculenta perennifolia que alcanza los 10 cm de altura a una altitud de 20 - 600  metros en Sudáfrica.
Es extremadamente resistente a la sequía y crece profusamente. Las hojas se agrupan en dos o tres pares, con las más pequeñas fuera y las más grandes en el interior. Se cubre de flores amarillas la mayoría del año en climas moderados. Resiste ligeras heladas.

## Taxonomía
Cheiridopsis robusta fue descrita por (Haw.) N.E.Br. y publicado en Gard. Chron. 1926, Ser. III. lxxix. 407.
Etimología
Cheiridopsis: nombre genérico que deriva del griego: cheiris = "mano, vagina" y -opsis = "similar", donde se refiere a las vainas parecidas al papel, que se forman durante el período de descanso.
robusta: epíteto latino que significa "robusta".
Sinonimia
| - Cheiridopsis alata L.Bolus - Cheiridopsis aurea L.Bolus - Cheiridopsis brevipes L.Bolus - Cheiridopsis brevis Schwantes - Cheiridopsis grandiflora L.Bolus - Cheiridopsis lecta (N.E.Br.) N.E.Br. - Cheiridopsis leptopetala L.Bolus - Cheiridopsis multiseriata L.Bolus - Cheiridopsis olivacea Schwantes | - Cheiridopsis perdecora N.E.Br. - Cheiridopsis pressa (N.E.Br.) N.E.Br. - Cheiridopsis roodiae N.E.Br. - Cheiridopsis schickiana Tischer - Cheiridopsis truncata L.Bolus - Mesembryanthemum lectum N.E.Br. - Mesembryanthemum pressum N.E.Br. - Mesembryanthemum robustum Haw. basónimo |